# Maria João Pires
Pour les articles homonymes, voir Maria João, João et Pires.
Maria-João Pires, née à Lisbonne le 23 juillet 1944, est une pianiste portugaise, résidant actuellement en Suisse et au Portugal.

## Biographie
La carrière de Maria-João Pires débute en 1949 à cinq ans, avec un récital Mozart. Elle a fréquenté le conservatoire de Lisbonne. Elle a grandi dans une famille farouchement opposée à la dictature de Salazar. Ses professeurs ont été Campos Coelho et Francine Benoît au Portugal, puis Rosl Schmid (pianiste de Munich 1911-1978) et Karl Engel. Elle gagne plusieurs grands prix, dont un premier obtenu à Bruxelles en 1970, lors du concours du bicentenaire de la naissance de Beethoven, qui l’a rendue célèbre.
Maria-João Pires a notamment beaucoup interprété des œuvres de Mozart, Beethoven, Schubert et Schumann. Sa carrière a été plusieurs fois interrompue et reprise.
Elle a tenu des rôles (dont une fois le sien propre) dans des films de Manoel de Oliveira, dans lesquels elle joue du piano. Maria-João Pires, après avoir vécu six ans au Brésil, habite aujourd'hui en Suisse, au Portugal et en Belgique.
En 2007, elle reçoit la Médaille d'or du mérite des beaux-arts par le Ministère de l'Éducation, de la Culture et des Sports (Espagne).
Entre 2012 et 2016, elle était Maître en Résidence à la Chapelle musicale Reine Elisabeth (Waterloo, Belgique) où elle enseignait le piano à de jeunes musiciens de très haut niveau, assistée de  Sylvia Thereza Silveira, jeune pianiste brésilienne.
Le 20 décembre 2017, il est annoncé qu'elle mettra fin à sa carrière d'interprète en 2018. Toutefois, en 2019, elle continue à enseigner et à jouer pour le
Centre Belgais, notamment avec Augustin Dumay. Les 24 et 25 avril 2024, elle est, à 79 ans, en concert à la Maison symphonique de Montréal.
En 2024, elle est lauréate du Praemium Imperiale.
Victime d'un léger accident vasculaire cérébral en juin 2025, Maria João Pires annule tous ses concerts à venir, à commencer par ceux prévus les 13, 15 et 18 juin suivants à Braga, Sintra et Faro au Portugal, son pays natal, comme l'a indiqué le Teatro Circo de Braga. Après le Portugal, elle était programmée à Monaco le 22 juin pour interpréter avec les frères Lucas et Arthur Jussen le concerto no 7 pour trois pianos de Mozart qui sera finalement joué dans sa version pour deux pianos, comme l'a indiqué l'Orchestre philharmonique de Monte-Carlo. Elle devait ensuite se rendre à La Haye, puis à Taiwan et au Japon au cours de l'été 2025. Aucune information n'a encore été communiquée concernant ces concerts. Ce n'est pas la première fois qu'elle doit se retirer de la scène : elle avait notamment eu plusieurs problèmes à la main puis s'était blessée à l’épaule en 2021 en chutant dans les rues de Riga avant de se remettre en seulement deux mois.

## Distinctions
- Grand-croix de l'ordre de Sant'Iago de l'Épée
- Commandeur de l'ordre de l'Infant Dom Henri

## Discographie
Après ses débuts sous le défunt label japonais Denon, elle enregistre durant quinze ans pour la maison de disques Erato, puis pour Deutsche Grammophon. Dans sa discographie, riche d’une cinquantaine d’enregistrements disponibles, on soulignera :
- l’intégrale des sonates pour piano de Mozart parue chez Denon dans les années 1970, rééditée chez Brilliant Classics et réenregistrée trente ans plus tard chez Deutsche Grammophon ;
- les concertos pour clavier de Jean-Sébastien Bach, dirigés par Michel Corboz, chez Erato ;
- l’intégrale des sonates pour violon et piano de Beethoven, interprétées avec Augustin Dumay, chez Deutsche Grammophon ;
- des concertos pour piano de Mozart, dirigés par Armin Jordan, enregistrés chez Erato, ou plus récemment dirigés par Claudio Abbado, enregistrés chez Deutsche Grammophon ;
- les concertos pour piano de Chopin, chez Deutsche Grammophon ;
- l’intégrale des Nocturnes de Chopin, chez Deutsche Grammophon ;
- des enregistrements de Schumann et Beethoven, parus chez Erato ou Deutsche Grammophon ;
- Le Voyage magnifique, soit les impromptus D 899 et D 935 de Schubert ; du même Schubert, elle a enregistré aussi plusieurs sonates ainsi que plusieurs œuvres pour piano à quatre mains, dont la célèbre Fantaisie en fa mineur D 940, et à deux reprises : une fois avec Hüseyin Sermet (Piano duets en 1987 chez Erato, rééd. 1995), et une autre fois avec Ricardo Castro (Résonance de l'originaire en 2004 chez Deutsche Grammophon, rééd. 2014).